# 亨特利
亨特利（蘇格蘭蓋爾語： 或 Hunndaidh）是位於英國蘇格蘭阿伯丁郡西北部的一個小鎮，舊稱斯特拉斯博吉的米爾頓（Milton of Strathbogie）或簡稱斯特拉斯博吉（Strathbogie）。2021年人口4,463人，是亨特利城堡（Huntly Castle）的所在地。鄰近的定居地包括基斯和羅西梅Rothiemay。亨特利以及周邊的戈登地區（Gordon）均以源自蘇格蘭邊境地區的一個家族和城鎮命名。
亨特利在歷史上曾經是戈登高地兵團（Gordon Highlanders）的駐地，這支部隊傳統上主要從蘇格蘭東北部招募士兵。亨特利鎮內有一所小學（戈登小學，Gordon Primary）和一所中學（戈登學校，The Gordon Schools），兩者毗鄰亨特利城堡。
亨特利也是迪恩斯烘焙坊（Dean’s Bakers）的所在地，該公司以生產酥餅（shortbread）聞名。2007年11月，亨特利的迪恩斯開設了一座新的遊客服務中心。
此外，當地鷹獵中心的四隻貓頭鷹曾出現在《哈利波特》系列電影中。

## 外部連結
- Castle Hotel formerly Huntly Lodge, accessed 28 December 2011 （页面存档备份，存于）
- Gazetteer of Scotland (1836) entry for Huntly, accessed 28 December 2011
- Gazetteer of Scotland (1882-5) entry for Huntly, accessed 28 December 2011 （页面存档备份，存于）
- Huntly website. （页面存档备份，存于）
- Huntly Golf Club （页面存档备份，存于）
- Gordon Primary （页面存档备份，存于）
- The Gordon Schools （页面存档备份，存于）